# Graúna (tirinha)
Graúna é uma tira de cartuns do desenhista Henfil que era publicada através do jornal O Pasquim.
A tirinha falava sobre problemas políticos no Nordeste do Brasil, e seus personagens eram a Graúna, o Bode Orelana e o nordestino Zeferino. Através de sátiras e ironias, Henfil criticava a Ditadura Militar Brasileira e sua forma de agir. Graúna era uma espécie de voz ajuizada do grupo, e seu desenho era feito de forma simples e ligeira, traço econômico característico de seu autor: a avezinha mais parecia um ponto de exclamação, do qual saíam duas perninhas e os grandes olhos.
Nordestina típica e estereotipada, Graúna vivia com fome, além de sempre criticar o "Sul Maravilha" com questionamentos políticos que seus companheiros nunca sabiam responder. Se não era alienada, Graúna entretanto estava tão envolvida em seus próprios problemas (como chocar os ovos), que não tinha como levar a termo suas revoltas. Fazendo contraponto à ironia do bode Francisco Orelana, era sem dúvida o desenho mais marcante do cartunista, morto em 1988.